# Токмаков, Пётр Михайлович
Пётр Миха́йлович Токмако́в — офицер военного времени Русской императорской армии (поручик), руководитель Тамбовского восстания 1920—1921 гг.

## Биография
Родился в селе Иноковка Тамбовской губернии Кирсановского уезда Российской империи.
В 1904, во время Русско-японской войны, был призван на службу в армию. Остался на сверхсрочную службу, которую проходил в Санкт-Петербурге, где дослужился до вахмистра и был награждён медалью «За усердие», а также медалью «В память 300-летия дома Романовых».
Во время Первой мировой войны 1914—1918 воевал в Галиции. За отвагу был награждён полным бантом георгиевского кавалера, четырьмя крестами и четырьмя Георгиевскими медалями.
В 1915 году Токмаков был произведён в чин прапорщика (стал офицером).
В 1916 был произведён в подпоручики, награждён орденом Святой Анны 4-й степени и именным оружием (шашкой) с надписью «Подпоручику Токмакову за храбрость».
В 1917 дослужился до чина поручика.
После Брест-Литовского мира с Германией, Токмаков возвращается на свою родину, в Тамбовскую губернию. в родное село Иноковку, где устраивается работать милиционером.
В 1918 году он организует партизанский отряд, покинув службу у большевиков. Позднее присоединяется к организованной Александром Антоновым партизанской армии Тамбовского крестьянского восстания.
В июне 1920 года П. М. Токмаков становится командующим 2-й повстанческой армией восставших, а затем в ноябре принимает командование Объединённой партизанской армией Тамбовской губернии; на посту командующего 2-й повстанческой армией его сменил штабс-капитан Митрофанович.
В подчинении у П. М. Токмакова находились:
- 1-я Повстанческая армия. Штаб армии, как и штаб Главнокомандующего, в селе Каменка Тамбовского уезда. Первый командующий армией — полковник А. В. Богуславский, после реорганизации — капитан И. А. Губарев. Полки: Каменский, Пановский, Совальский, Тамбовский, Волче-Карачаевский, Текинский, Козловский, Волхонский, Саратовский, Павлодарский, Токаревский, Битюговский, Борисоглебский, Липецкий, Усманский, Сводный, Особый.
- 2-я Повстанческая армия. Штаб армии — село Кобяки, Кирсановский уезд. Командующий — штабс-капитан Митрофанович. Начальник штаба — А. С. Антонов. Полки: Кирсановский, Низовой, Пахотно-Угольский, Семеновский, Нару-Тамбовский, Золотовский, Сводно-Казыванский, Особый полк.
- 3-я армия — Конно-подвижная. Штаб армии — село Каменка Тамбовского уезда. Командующий — вахмистр И. С. Колесников. Полки: 1-й Богучарский (командир вахмистр И. С. Колесников), Казачий (есаул Фролов), Хопёрский (хорунжий Матарыкин), 2-й Богучарский (сотник Попов).

В ходе восстания структура повстанческой армии менялась: добавлялись новые полки и реорганизовывались старые.
Токмаков был также председателем Союза трудового крестьянства (СТК) и являлся, таким образом, главой тамбовских повстанцев как по военной, так и по политической линии.
Токмаков погиб на рейде 2-й армии из Кирсановского уезда в Борисоглебский (где ими был разбит 4-й кавполк и захвачена батарея из 4-х орудий), для соединения, контактов и совместных операций с прибывшим на Тамбовщину отрядами Колесникова. 28 февраля 1921 года при боестолкновении (по сути обстреле колонны восставших) у села Богословка, от фактически шальной пули. Позже по допросам пленных было установлено, что его похоронили в районе сёл Золотовки-Фёдоровки. Иногда можно встретить воспоминания, что тело увезли в родное село..

## Звания и награды
- Поручик (1917).
- Орден святой Анны IV степени
- Полный бант георгиевского кавалера:

1. 4 Георгиевских креста
2. 4 Георгиевские медали

- Медаль «За усердие»
- Медаль «В память 300-летия царствования дома Романовых»